# Mediacourant
Mediacourant (tot 2006 Mediakrant) is een Nederlandse nieuwswebsite die gaat over de amusementswereld. De website wordt sinds 2004 bijgehouden door Bob Willer. Daarnaast schrijft een aantal redacteuren mee onder pseudoniemen. Mediacourant beschikt zelf niet over bronnen maar baseert zich op andere media en dan vooral zogenaamde juice-kanalen. De artikelen zijn daardoor vaak sensatiezoekend waarbij er bijvoorbeeld ook citaten uit hun context gehaald worden. Ze hebben vaak artikelen over artiesten, presentatoren, tv-zenders en uiteenlopende televisie-, radio- en internetprogramma's of -uitzendingen. Kenmerkend was dat de lay-out jarenlang hetzelfde bleef. Op 2 november 2020 kreeg de site een nieuwe responsive lay-out.
In februari 2021 werd aangifte gedaan door Gordon tegen de Mediacourant wegens het uitlokken en plaatsen van anonieme haatreacties. Op 23 februari 2021 besloot de website de mogelijkheid om te reageren uit te schakelen en alle oude reacties te verwijderen. Sinds april 2021 staat als alternatief onder elk artikel een stelling met twee, vaak wat scherp geformuleerde keuzes waarop lezers kunnen stemmen.